# アントニー・ヴァン・ホーボーケン
アントニー・ヴァン・ホーボーケン（Anthony van Hoboken, 1887年3月23日 - 1983年11月1日）はオランダの音楽学者。
ロッテルダム生まれ。1922年、女優アネマリー・ザイデルと結婚。1932年に離婚。1957年、フランツ・ヨーゼフ・ハイドンの作品目録であるJ. Haydn, Thematisch-bibliographisches Werkverzeichnisを公刊。爾来ハイドンの作品は、この目録にちなんでホーボーケン番号（通常"Hob"あるいは"H"と略される）で呼ばれることが多い。
ケッヘルによるモーツァルト作品目録やドイチュによるシューベルト作品目録は、作曲の日時に沿って分類する方法に拠っているが、ホーボーケンによるハイドン作品目録はこれらと異なり、作品の形式に基づいて分類する方法に基づいており、シュミーダーによるバッハ作品目録と軌を一にしている。たとえば、交響曲は全てカテゴリ1に収め、弦楽四重奏曲は全てカテゴリ3に収め、ピアノソナタは全てカテゴリ16に収めるといった具合である。
チューリッヒで死去した。